# بيدرو براوجوس
بيدرو براوجوس (بالإسبانية: Pedro Braojos) هو لاعب كرة قدم ومدرب كرة قدم إسباني في مركز الهجوم، ولد في 8 يناير 1957 في طليطلة في إسبانيا. لعب مع أتلتيكو مدريد ب وريال أوفييدو ونادي غرناطة ونادي هويسكا.